# جون سوادا
جون سوادا (انگلیسی: Jun Sawada؛ زادهٔ ۳۰ ژوئیهٔ ۱۹۵۵) مدیر اجرایی اهل ژاپن است، که هم‌اکنون به‌عنوان مدیرعامل شرکت نیپون تلگراف اند تلفن فعالیت می‌کند.